# Smögens landskommun
Smögens landskommun var en kommun i Göteborgs och Bohus län 1924–1974.

## Administrativ historik
Den 1 januari 1924 (enligt beslut den 16 februari 1923) bildades Smögens landskommun genom en utbrytning ur Kungshamns landskommun. Smögen påverkades inte av kommunreformen 1952 utan kvarstod som egen kommun fram till 1974 då området gick upp i nybildade Sotenäs kommun.
Inom kommunen fanns två municipalsamhällen, överförda från Kungshamns landskommun: Hasselösunds municipalsamhälle och Smögens municipalsamhälle vilka upplöstes 31 december 1953.
Kommunen tillhörde Smögens församling, som också bildats 1924.
Kommunkoden 1952–73 var 1426.

## Kommunvapnet
Blasonering: Sköld delad av blått, vari en i den delande skuran nedgående sol av guld med strålarna nående sköldkanterna, och av blått, vari en bjälkvis ställd makrill av silver och därunder två i sparre ordnade räkor av guld. 
Vapnet antogs för landskommunen den 7 april 1962 och upphörde den 1 januari 1974.

## Geografi
Smögens landskommun hade den 1 januari 1924 en area på 4,46 km², varav allt var land. Den 1 januari 1952 hade landskommunen en areal av 4,11 km², varav 4,07 km² land.

### Tätorter i kommunen 1960
| Tätort      | Folkmängd |
| ----------- | --------- |
| Smögen      | 1 271     |
| Hasselösund | 364       |

Tätortsgraden i kommunen var den 1 november 1960 97,5 procent.

## Politik

### Mandatfördelning i valen 1938–1970
| 2 | 15 | 3 |

| 20 |

| 4 | 16 |

| 20 |

| 20 |

| 20 |

| 2 | 18 |

| 20 |

| 2 | 18 |

| 20 |

| 1 | 19 |

| 20 |

| 2 | 18 |

| 20 |

| 3 | 1 | 14 | 2 |

| 20 |

| 2 | 18 |

| 20 |